# エンダーズ・シャドウ
『エンダーズ・シャドウ』（Ender's Shadow）は、オースン・スコット・カードのSF小説。

## 概要
エンダーシリーズ (Ender Wiggins Saga) の一作。
『エンダーのゲーム』から『死者の代弁者』『ゼノサイド』に続く、エンダーを主人公としたシリーズとは異なり、『エンダーのゲーム』を他者(ビーン)からの視点で捉えた「視差｣小説。同系統のシリーズ(Shadow Saga)は『シャドウ・オブ・ヘゲモン』『シャドウ・パペッツ』が刊行されている。

## ストーリー
エンダーの影として『エンダーのゲーム』に登場した天才少年ビーン。ロッテルダムの街で生を受けた彼は、2歳足らずで路上生活を経験した後、エンダー（アンドルー・ウィッギン）のいる、士官候補生養成施設であるバトル・スクールに入学した。そこで、ビーンは自らの持つ天才的な才能を自覚し、世界中から集められた優秀なはずの子供たちの中で、時にはエンダーさえも凌駕する成績を見せる。また、エンダーや大人（教官）など出会った人間だけでなくバガーの考え、動作、さらに地球の動向まで捉え、推察し、行動していく。もう間もなく始まる最終決戦（エンダーのゲーム）のために……そして、ついに実際にゲームが始まるというその瞬間、圧倒的不利な状況を目の当たりにしたビーンがつぶやいた。
「おぼえておけ、敵のゲートは下だ。｣
エンダーのゲームが、そしてビーンのゲームが始まった。

## 単行本
- 『エンダーズ・シャドウ　上』田中一江訳 ハヤカワ文庫SF 2000年10月 ISBN 4-15-011330-0
- 『エンダーズ・シャドウ　下』田中一江訳 ハヤカワ文庫SF 2000年10月 ISBN 4-15-011331-9

## エンダーシリーズ

### 長編
- 『エンダーのゲーム』 Ender's Game （1985年）
- 『死者の代弁者』 Speaker for the Dead （1986年）
- 『ゼノサイド』 Xenocide （1991年）
- 『エンダーの子どもたち』 Children of the Mind （1996年）
- 『エンダーズ・シャドウ』 Ender's Shadow （1999年）
- 『シャドウ・オブ・ヘゲモン』 Shadow of the Hegemon （2001年）
- 『シャドウ・パペッツ』 Shadow Puppets （2002年）
- Shadow of the Giant （2005年）
- A War of Gifts: An Ender Story （2007年）
- Ender in Exile （2008年）
- Shadows in Flight （2012年）
- Earth Unaware （2012年）
  - Aaron Johnstonと共著
- Earth Afire （2013年）
  - Aaron Johnstonと共著
- Earth Awakens （2014年予定）
  - Aaron Johnstonと共著
- Shadows Alive （予告）

### 短編
- 「エンダーのゲーム」 Ender's Game （1977年）
  - 短編集『無伴奏ソナタ』 Unaccompanied Sonata and Other Stories （1980年）所収
  - 短編集First Meetings in the Enderverse （2002年）所収
- Gloriously Bright （1991年）
- 「投資顧問」 Investment Counselor （1999年）
  - アンソロジー『SFの殿堂 遥かなる地平』 Far Horizons （1999年）所収
  - 短編集First Meetings in the Enderverse （2002年）所収
- The Polish Boy （2002年）
  - 短編集First Meetings in the Enderverse （2002年）所収
- Teacher's Pest （2003年）
- Mazer in Prison （2005年）
- Pretty Boy （2006年）
- Cheater （2006年）
- Ender's Stocking （2007年）
- A Young Man with Prospects （2007年）
- The Gold Bug （2007年）
- Ender's Homecoming （2008年）
- Ender in Flight （2008年）